# 15 février 1994
Le mardi 15 février 1994 est le 46e jour de l'année 1994.

## Naissances
- Emilie Pos, actrice néerlandaise
- Emily Whitlock, joueuse britannique de squash
- Gaëtan Paquiez, joueur de football français
- Jesse Kriel, international sud-africain de rugby à XV
- Jin Se-yeon, actrice sud-coréenne
- Luke McCullough, footballeur international nord-irlandais
- Nico Denz, coureur cycliste allemand
- Niki Koss, actrice, réalisatrice, productrice et scénariste américaine
- Patrizia Dorsch, skieuse alpine allemande
- Taylor Leier, hockeyeur sur glace canadien
- Tzu-Wei Lin, joueur taẅanais de baseball

## Décès
- Jørgen Peder Hansen (né le 2 décembre 1923), homme politique danois
- Paul Mingers (né le 22 novembre 1903), urologue belge

## Événements
- Un tremblement de terre à Sumatra (Indonésie) fait 180 morts.
- Fin de cyclone Hollanda
- Sortie de la chanson Spoonman du groupe Soundgarden
- Sortie du jeu vidéo The Ninja Warriors: The New Generation